# Thomas Wiegold

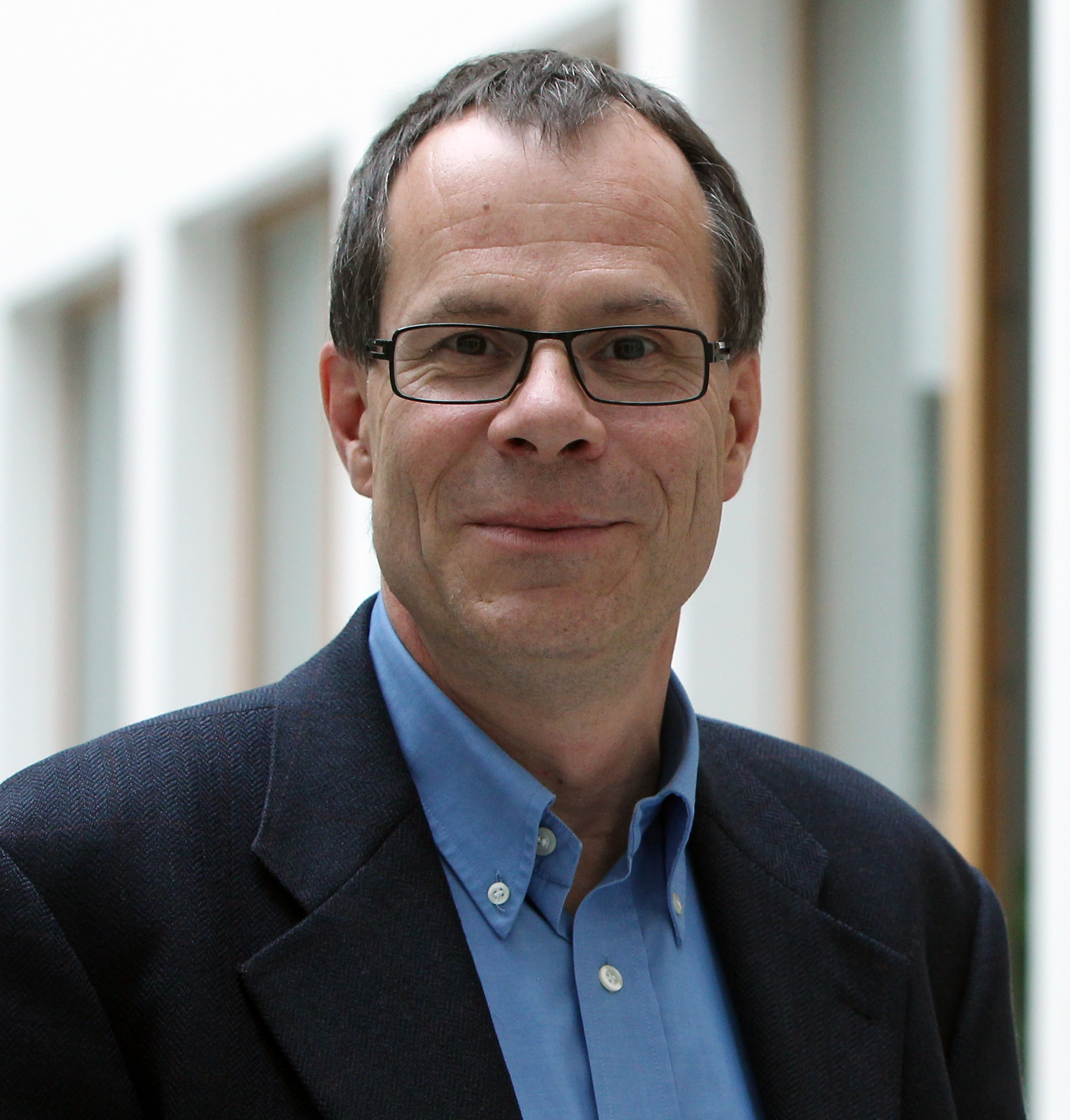
Thomas Wiegold (2011)

Thomas Wiegold (* 1960) ist ein deutscher Journalist mit den Schwerpunkten internationale Verteidigungs- und Sicherheitspolitik, Militär und Bundeswehr. Seit dem deutschen Einsatz im Rahmen von UNOSOM II berichtet Wiegold regelmäßig über Einsatzgebiete der Bundeswehr auf seinem Blog Augen geradeaus!.

## Werdegang und Wirken
Wiegold begann ein Studium der evangelischen Theologie, das er nicht zu Ende führte. Er verweigerte den Grundwehrdienst und leistete ersatzweise Zivildienst.
Von 1981 bis 1986 war Wiegold Korrespondent für die Deutsche Presse-Agentur (dpa) in Kiel, Hamburg und Dortmund, danach bis 1999 für Associated Press und von 1999 bis 2010 schrieb er für den Focus.
Seit 2010 ist er als freiberuflicher Journalist tätig. Er schrieb unter anderem für die deutsche Ausgabe des Wired-Magazins, für Zeit Online und für das Nachrichtenmagazin Der Spiegel. Zusammen mit Holger Stark deckte er im Sommer 2011 im Spiegel den geplanten Export von Kampfpanzern des Typs Leopard 2 nach Saudi-Arabien auf, wofür beide 2012 für den Henri-Nannen-Preis in der Kategorie Investigation nominiert wurden. Im Webvideoformat Jung & Naiv ist Thomas Wiegold ein regelmäßiger Interviewgast zu den Themen Bundeswehr, Militär und Sicherheitspolitik. Seit 2014 ist er Teil des Autorenkollektivs Techniktagebuch.

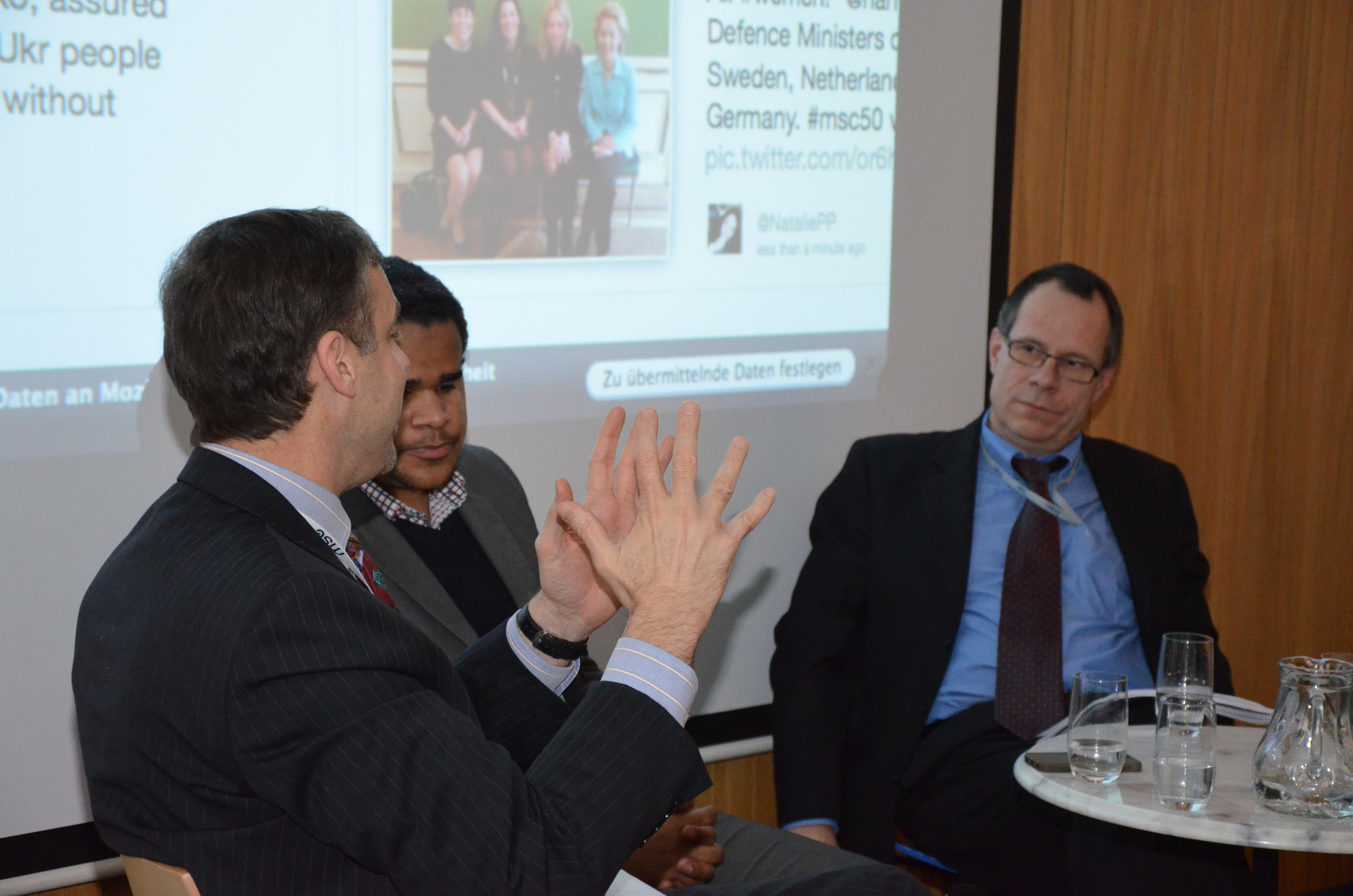
Thomas Wiegold bei der Münchner Sicherheitskonferenz 2014

Wiegold lebt im Bezirk Friedrichshain-Kreuzberg von Berlin.

## BlogAugen geradeaus!
Wiegold betreibt das sicherheitspolitische Blog Augen geradeaus!, dessen Artikel auch kurzzeitig bis 2010 im Focus-Magazin veröffentlicht wurden. 2011 wurde es mit dem LeadAward in Silber ausgezeichnet und für den Grimme Online Award nominiert sowie 2013 mit dem Goldenen Igel des Reservistenverbandes geehrt. 2023 erhielt Wiegold für seinen Blog den Preis der Bundespressekonferenz.

## Podcast Sicherheitshalber
Seit Juli 2018 diskutiert Wiegold zusammen mit Carlo Masala und Frank Sauer (beide Universität der Bundeswehr München) sowie Ulrike Franke (European Council on Foreign Relations) in dem Podcast Sicherheitshalber über Fragen der Sicherheitspolitik.

## Auszeichnungen und Nominierungen
- 2011: LeadAward Silber Online Weblog des Jahres für Augen geradeaus!
- 2011: Nominierung für den Grimme Online Award für Augen geradeaus!
- 2012: Nominierung für den Henri-Nannen-Preis in der Kategorie Investigation für Leos für die Saudis / Merkels Geheimnis, Der Spiegel
- 2013: Goldener Igel für Augen geradeaus!
- 2013: Nominierung für den Henri-Nannen-Preis in der Kategorie Investigation für Made in Germany, Der Spiegel
- 2019: Goldener Blogger in der Kategorie Bestes Themen- und Nischenblog des Jahres 2018 für Augen geradeaus![13]
- 2019: Grimme Online Award in der Kategorie Kultur und Unterhaltung für den Gemeinschaftsblog Techniktagebuch, an dem Wiegold beteiligt ist.[14][15]
- 2023: Preis der Bundespressekonferenz[10][16]